# La herencia (telenovela)
La herencia, un legado de amor o simplemente La herencia, es una telenovela mexicana producida por Juan Osorio y Roy Nelson Rojas para TelevisaUnivision en el 2022. Es la segunda adaptación de la telenovela chilena Hijos Del Monte de Víctor Carrasco, la cual, está basada en la última adaptación que se realizó en el 2011 bajo el título de Los herederos Del Monte, escrita por Roberto Stopello y Cristina Policastro. Se estrenó a través de Las Estrellas el 28 de marzo de 2022 en sustitución de El último rey y finalizó el 15 de julio del mismo año siendo reemplazado por Vencer la ausencia.
Está protagonizada por Michelle Renaud, Matías Novoa, Emmanuel Palomares, Juan Pablo Gil y Mauricio Henao, junto con Daniel Elbittar, Elizabeth Álvarez, Tiaré Scanda, Paulina Matos y Sergio Basáñez en los roles antagónicos.

## Trama
Los cinco hijos de Catalina Arango (Anna Ciocchetti) y Don Severiano del Monte (Leonardo Daniel): Juan (Matías Novoa), Pedro (Daniel Elbittar), Mateo (Mauricio Henao), Simón (Emmanuel Palomares) y Lucas (Juan Pablo Gil), crecieron en una próspera finca de aguacate llamada "Santa Catalina". Catalina Arango, quien falleció hace un año atrás, no pudo tener hijos, por lo que los hermanos Del Monte fueron adoptados. Un día, Don Severiano reunió a sus hijos y les contó la decisión de su hijo Juan de convertirse en director de la empresa. Esto provoca actitudes encontradas, ya que Mateo y Lucas apoyan a su padre, pero Pedro y Simón expresan sus desacuerdos, especialmente Pedro, el único hermano de sangre de Juan, destaca su disgusto. Del mismo modo, la única hija de sangre de Severiano, Hija de Déborah Portillo (Elizabeth Álvarez), una mujer ambiciosa, manipuladora y una de las amantes de Don Severiano que ha crecido al margen de la familia Del Monte, creyendo que su padre nunca se interesó por ella. No sabe que su madre gastaba, de manera irresponsable, todo lo que su padre le enviaba para su manutención. En la hacienda, Juan decide formalizar su compromiso con su novia de más de diez años de relación, Julieta Millán (Paulina Matos).
Tras la muerte de Don Severiano, el día de la lectura de su testamento, Sara del Monte (Michelle Renaud), quién en una crisis orillada por su mamá, busca encontrarse con sus hermanos y ocupar también su lugar como hija y heredera de Don Severiano, llega a Santa Catalina. Sin embargo, su llegada expone una dolorosa realidad; las infidelidades constantes del padre ahora tienen consecuencias para sus hijos. La presencia de Sara en la hacienda siembra en ellos una rivalidad muy poderosa, y el rechazo de los hermanos es inminente, pero Sara va demostrando que es digna hija de Don Severiano, y va conquistando el corazón de Juan, quien no podrá evitar ver en ella todas las cualidades que la envisten. El amor entre Juan y Sara es algo que surge a pesar de ellos mismos, pero la ambiciosos Pedro, Déborah y Dante (Sergio Basáñez), no se las podrán nada fácil, aunado al resentimiento de Julieta, quien confundida entre lo que siente por Mateo, y su larga relación con Juan, caerá en un espiral de celos.
Todo se complica más, porque el testamento cuenta con una cláusula de condición suspensiva que obliga a los seis hermanos a vivir juntos durante un año en la Hacienda. Juan, descubrió en Sara el verdadero amor, pero también a la mujer valiente, honesta y solidaria que le dio sentido a su vida. Ambos son víctimas de mentiras y artimañas, mientras ven quién se quedará con La herencia.

## Reparto
Se publicó una lista del reparto confirmado el 24 de febrero de 2022, a través de la página web oficial de la sala de prensa de TelevisaUnivision.

### Principales
- Michelle Renaud como Sara del Monte Portillo / Sara Alamillo Portillo[13]
- Matías Novoa como Juan del Monte Arango
- Emmanuel Palomares como Simón del Monte Arango
- Mauricio Henao como Mateo del Monte Arango
- Daniel Elbittar como Pedro del Monte Arango[14]
- Juan Pablo Gil como Lucas del Monte Arango
- Elizabeth Álvarez como Déborah Portillo Peralta
- Tiaré Scanda como Rosa Gutiérrez de Millán
- Paulina Matos como Julieta Millán Gutiérrez / Julieta del Monte Gutiérrez
- Julián Gil como Próspero Millán Rico[15]
- Juan Carlos Barreto como Modesto Pérez
- Diego de Erice como Cornelio Pérez
- Amaranta Ruiz como Adela Cruz
- Verónica Jaspeado como Bertha Restrepo
- Gloria Aura como Beatriz Hernández de Pérez
- Mildred Feuchter como Paloma Pérez
- Nicole Curiel como Jessica Millán Gutiérrez
- Esmeralda Gómez como Alondra Millán Gutiérrez
- Christian Ramos como Brayan Cruz[16]
- André de Regíl como Brandon Cruz
- Farah Justiniani como Dulce
- Andrés Ruanova como Tadeo Pérez Hernández
- Sergio Basáñez como Dante Alamillo
- Roberto Blandón como Salvador «Chavita» Pérez
- Rafael Inclán como Agustín Cruz

### Recurrentes e invitados especiales
- Anna Ciocchetti como Catalina Arango del Monte
- Leonardo Daniel como Severiano del Monte
- Lucero Lander como Aurora Delgado
- Tian Altamirano como Amado
- Alberto Pavón como Henry Miller
- Manuel Riguezza como Bruno
- Gina Pedret como Irma

## Episodios
| N.º | Título                                         | Fecha de emisión original | Audiencia (millones) |
| --- | ---------------------------------------------- | ------------------------- | -------------------- |
| 1   | «La familia es lo más importante»              | 28 de marzo de 2022       | 3.1                  |
| 2   | «Los mismos derechos»                          | 29 de marzo de 2022       | 3.2                  |
| 3   | «Entrar en la boca del lobo»                   | 30 de marzo de 2022       | 3.4                  |
| 4   | «Una tregua»                                   | 31 de marzo de 2022       | 3.2                  |
| 5   | «Va a sacar lo peor de todos»                  | 1 de abril de 2022        | 3.1                  |
| 6   | «Darnos un tiempo»                             | 4 de abril de 2022        | 2.8                  |
| 7   | «Una cercanía muy peligrosa»                   | 5 de abril de 2022        | 3.0                  |
| 8   | «La mejor parte de la historia»                | 6 de abril de 2022        | 3.3                  |
| 9   | «El amor es una guerra»                        | 7 de abril de 2022        | 3.1                  |
| 10  | «Sigues siendo un bebé»                        | 8 de abril de 2022        | 3.0                  |
| 11  | «Un regalo del cielo»                          | 11 de abril de 2022       | 2.8                  |
| 12  | «Respetar las normas»                          | 12 de abril de 2022       | 2.9                  |
| 13  | «Cambiar el pasado»                            | 13 de abril de 2022       | 2.9                  |
| 14  | «Me quitaste a Julieta»                        | 14 de abril de 2022       | 2.3                  |
| 15  | «No me sueltes»                                | 15 de abril de 2022       | 2.3                  |
| 16  | «No te vas de aquí»                            | 18 de abril de 2022       | 3.2                  |
| 17  | «Ningún secreto más en la familia»             | 19 de abril de 2022       | 3.4                  |
| 18  | «Te voy a amar toda mi vida»                   | 20 de abril de 2022       | 3.0                  |
| 19  | «No se puede ocultar el amor»                  | 21 de abril de 2022       | 3.0                  |
| 20  | «Destruyes todo lo que tocas»                  | 22 de abril de 2022       | 2.6                  |
| 21  | «Voy a dar mi herencia»                        | 25 de abril de 2022       | 3.0                  |
| 22  | «Me gustas mucho, Sara»                        | 26 de abril de 2022       | 3.2                  |
| 23  | «No se mezcla el amor con el trabajo»          | 27 de abril de 2022       | 3.0                  |
| 24  | «Cuidado con el amor»                          | 28 de abril de 2022       | 3.1                  |
| 25  | «Asume tu responsabilidad»                     | 29 de abril de 2022       | 2.7                  |
| 26  | «Las cosas se saben tarde o temprano»          | 2 de mayo de 2022         | 2.9                  |
| 27  | «Agarrar el toro por los cuernos»              | 3 de mayo de 2022         | 2.8                  |
| 28  | «Legado de odio»                               | 4 de mayo de 2022         | 2.7                  |
| 29  | «Abrázame fuerte»                              | 5 de mayo de 2022         | 3.1                  |
| 30  | «No me dejo de nadie»                          | 6 de mayo de 2022         | 2.7                  |
| 31  | «Lucha por tu vida»                            | 9 de mayo de 2022         | 3.4                  |
| 32  | «Voy a tener un hijo»                          | 10 de mayo de 2022        | 2.1                  |
| 33  | «Voy a matar a Sara»                           | 11 de mayo de 2022        | 3.1                  |
| 34  | «Mal de ojo»                                   | 12 de mayo de 2022        | 2.8                  |
| 35  | «Voy a impugnar el testamento»                 | 13 de mayo de 2022        | 3.0                  |
| 36  | «Les voy a quitar todo»                        | 16 de mayo de 2022        | 3.1                  |
| 37  | «El amor que merezco»                          | 17 de mayo de 2022        | 3.2                  |
| 38  | «No se van a deshacer de mí»                   | 18 de mayo de 2022        | 2.9                  |
| 39  | «No habrá paz»                                 | 19 de mayo de 2022        | 2.8                  |
| 40  | «Tomar cartas en el asunto»                    | 20 de mayo de 2022        | 2.7                  |
| 41  | «Este bebé es tuyo»                            | 23 de mayo de 2022        | 2.9                  |
| 42  | «Una familia rota»                             | 24 de mayo de 2022        | 2.7                  |
| 43  | «Los declaró marido y mujer»                   | 25 de mayo de 2022        | 2.8                  |
| 44  | «Una nueva guerra»                             | 26 de mayo de 2022        | 2.4                  |
| 45  | «Las cosas se van a poner mal»                 | 27 de mayo de 2022        | 2.7                  |
| 46  | «No es fácil perdonar»                         | 30 de mayo de 2022        | 2.9                  |
| 47  | «La peor pesadilla»                            | 31 de mayo de 2022        | 3.0                  |
| 48  | «Nadie se mete con los Del Monte»              | 1 de junio de 2022        | 2.7                  |
| 49  | «Déjame ser feliz con quien yo quiera»         | 2 de junio de 2022        | 2.7                  |
| 50  | «Sanar las heridas»                            | 3 de junio de 2022        | 2.5                  |
| 51  | «Todo llega cuando menos lo esperas»           | 6 de junio de 2022        | 2.9                  |
| 52  | «Sara, la ambiciosa»                           | 7 de junio de 2022        | 2.9                  |
| 53  | «Soy Aurora, tu madre»                         | 8 de junio de 2022        | 2.8                  |
| 54  | «Que la razón no le gane al corazón»           | 9 de junio de 2022        | 3.1                  |
| 55  | «Pedro del Monte es un monstruo»               | 10 de junio de 2022       | 2.7                  |
| 56  | «Se paga con cárcel»                           | 13 de junio de 2022       | 3.1                  |
| 57  | «Perro que ladra no muerde»                    | 14 de junio de 2022       | 3.5                  |
| 58  | «Te voy a perder para siempre»                 | 15 de junio de 2022       | 3.3                  |
| 59  | «El corazón se me rompe en mil pedazos»        | 16 de junio de 2022       | 3.2                  |
| 60  | «Las máscaras se caen»                         | 17 de junio de 2022       | 2.9                  |
| 61  | «Justicia divina»                              | 20 de junio de 2022       | 3.3                  |
| 62  | «Por la familia uno es capaz de todo»          | 21 de junio de 2022       | 3.3                  |
| 63  | «La verdadera cara de Pedro»                   | 22 de junio de 2022       | 3.6                  |
| 64  | «Voy a luchar por alguien más»                 | 23 de junio de 2022       | 3.0                  |
| 65  | «¡Sara no es una Del Monte!»                   | 24 de junio de 2022       | 2.9                  |
| 66  | «Sara no resiste el encanto de Juan y lo besa» | 27 de junio de 2022       | 3.0                  |
| 67  | «Pedro sabe el secreto de Sara»                | 28 de junio de 2022       | 3.3                  |
| 68  | «Se destapa la verdad sobre tres hijos»        | 29 de junio de 2022       | 3.4                  |
| 69  | «Una nueva oportunidad para amar»              | 30 de junio de 2022       | 2.9                  |
| 70  | «Rupturas y reencuentros»                      | 1 de julio de 2022        | 3.2                  |
| 71  | «Los Del Monte están malditos»                 | 4 de julio de 2022        | 3.1                  |
| 72  | «Todo cae por su propio peso»                  | 5 de julio de 2022        | 3.3                  |
| 73  | «Regar veneno»                                 | 6 de julio de 2022        | 3.0                  |
| 74  | «Una profunda decepción»                       | 7 de julio de 2022        | 3.2                  |
| 75  | «No formó parte de esta familia»               | 8 de julio de 2022        | 3.0                  |
| 76  | «Ustedes decidan mi destino»                   | 11 de julio de 2022       | 3.4                  |
| 77  | «Muerte en Santa Catalina»                     | 12 de julio de 2022       | 3.5                  |
| 78  | «Pedro es el dueño de todo»                    | 13 de julio de 2022       | 3.6                  |
| 79  | «Que comience la fiesta en Santa Catalina»     | 14 de julio de 2022       | 3.5                  |
| 80  | «Siempre triunfa el amor»                      | 15 de julio de 2022       | 3.6                  |

Nota
1. ↑  Este episodio se pre-estrenó primero el 25 de febrero de 2022 a través de Blim TV y después, el 26 de marzo de 2022 a través de la página, app y redes sociales oficiales —incluido el canal de Youtube y cuenta oficial de Facebook— de Las Estrellas.[18][19]

## Producción
La telenovela fue anunciada como parte de lo nuevo en ficción para TelevisaUnivision, el 26 de noviembre de 2021. La producción de la telenovela inició su rodaje el 6 de noviembre de 2021. La telenovela fue presentada el 17 de mayo de 2022, en el up-front de TelevisaUnivision para la programación de la temporada 2022-23.

### Selección de reparto
El 24 de noviembre de 2021, Juan Osorio dío a conocer que la actriz Michelle Renaud llevaría el rol estelar femenino. Días después de haber iniciado rodaje la producción, se divulgó la primera tanda de actores confirmados, entre ellos, Matías Novoa con el primer rol estelar masculino, junto con Elizabeth Álvarez, Sergio Basáñez, Tiaré Scanda, Leonardo Daniel, Anna Ciocchetti, Christian Ramos, Gloria Aura y Diego de Erice. El 3 de enero de 2022 se anunció que el argentino Julián Gil se integrá al rodaje de la telenovela. Días después, el 6 de enero se anunció la integración de Daniel Elbittar, como uno de los hermanos Del Monte y rol estelar. El 23 de febrero de 2022, se dio a conocer a los últimos actores que interpretarán a los hermanos Del Monte restantes: Emmanuel Palomares, Mauricio Henao y Juan Pablo Gil.

## Audiencias
| Temporada | Horario (CT)                     | Episodios | Primera emisión     | Primera emisión      | Última emisión      | Última emisión       | Prom. de espectadores (millones) |
| Temporada | Horario (CT)                     | Episodios | Fecha               | Audiencia (millones) | Fecha               | Audiencia (millones) | Prom. de espectadores (millones) |
| --------- | -------------------------------- | --------- | ------------------- | -------------------- | ------------------- | -------------------- | -------------------------------- |
| 1         | Lunes a viernes 20:30 - 21:30 h. | 80        | 28 de marzo de 2022 | 3.1                  | 15 de julio de 2022 | 3.6                  | 3.0                              |

## Premios y nominaciones

### TV Adicto Golden Awards 2022
| Categoría              | Nominados                                   | Resultado |
| ---------------------- | ------------------------------------------- | --------- |
| Mejor diseño de imagen | Rosina Domínguez Villegas y Dulce Velázquez | Ganadoras |
| Mejor primera actriz   | Tiaré Scanda                                | Ganadora  |